# Krúglikovo (poble)
|  | Per a altres significats, vegeu «Krúglikovo». |

Krúglikovo (en rus: Кругликово) és un poble del krai de Khabàrovsk, a l'Extrem Orient de Rússia. El 2012 tenia 301 habitants. Pertany al districte rural de Lazó.